# Tournoi de Wimbledon 1919
Résultats du Tournoi de Wimbledon 1919.

## Simple messieurs
Finale : Gerald Patterson  Australie bat Norman Brookes  Australie 6-3, 7-5, 6-2

## Simple dames
Finale : Suzanne Lenglen  France bat Dorothea Douglass Chambers  Royaume-Uni 10-8, 4-6, 9-7